# Фахруддин Ахмед
Фахруддин Ахмед (роден на 1 май 1940 г.) е бангладешки политик (премиер) и банкер.

## Биография
Той е икономист по образование, дипломиран в Университета на Дака 2 пъти с отличие като бакалавър и магистър (1960, 1961). Продължава обучението си в САЩ, като олучава магистърска степен по икономика на развитието в Williams College (щата Масачузетс) и защитава докторат в Принстънския университет (щ. Ню Джърси).
Започва професионалната си кариера като университетски преподавател по икономика в Университета на Дака. След извоюването на независимостта на страната работи в държавната администрация до 1978 г. После работи в Световната банка.
Завърнал се в родината си, служи като председател на централната Банка на Бангладеш от октомври 2001 до април 2005 г. След това е управляващ директор на фондацията „Пали Карма-Сахаяк“ (Palli Karma-Sahayak) за микрофинансиране.
Служебен министър-председател е на Бангладеш начело на безпартийно правителство по време на военно управление от 12 ноември 2007 до 6 януари 2009 г.
След премиерството се пенсионира и живее в Съединените щати.